# Paracolpodia lunularis
Paracolpodia lunularis är en tvåvingeart som beskrevs av Boris Mamaev och Zaitzev 1998. Paracolpodia lunularis ingår i släktet Paracolpodia och familjen gallmyggor. Inga underarter finns listade i Catalogue of Life.